# Észak-Macedónia vasúti közlekedése
Észak-Macedónia vasúthálózatának hossza 699 km, normál nyomtávú. Ebből 234 km van villamosítva 25 kV 50 Hz-es váltakozó árammal. Nemzeti vasúttársasága a Македонски железници, latin betűkkel Makedonski železnici, rövidítve MŽ. Ez a társaság felel az ország teljes vasúti közlekedéséért és infrastruktúrájáért.
Az ország első vasútvonala 1873-ban nyílt meg Szkopje és Szaloniki (napjainkban Görögország) között.

## Járműállomány

### Villanymozdonyok
| Sorozat | Gyártó             | Darabszám | Teljesítmény | Tengelyelrendezés | Legnagyobb sebesség | Gyártva   | Megjegyzés                                       | Kép |
| ------- | ------------------ | --------- | ------------ | ----------------- | ------------------- | --------- | ------------------------------------------------ | --- |
| MŽ 441  | Rade Končar Zagreb | 8         | 3800 kW      | Bo'Bo'            | 120 km/h (140 km/h) | 1969–1988 |                                                  |     |
| MŽ 442  | Rade Končar Zagreb | 3         | 3800 kW      | Bo'Bo'            | 120 km/h (140 km/h) | 2001      | Valamennyi 3 darab HŽ 1141 átépítésével készült. |     |
| MŽ 461  | Electroputere      | 3         | 5100 kW      | Co'Co'            | 120 km/h            | 1972–1980 |                                                  |     |
| MŽ 462  | Electroputere      | 2         | 5100 kW      | Co'Co'            | 120 km/h            | 2008      | Valamennyi 2 darab MŽ 461 átépítésével készült.  |     |

### Dízelmozdonyok
| Sorozat | Gyártó                                           | Darabszám | Típus                          | Teljesítmény | Tengelyelrendezés | Legnagyobb sebesség | Gyártva   | Megjegyzés | Kép |
| ------- | ------------------------------------------------ | --------- | ------------------------------ | ------------ | ----------------- | ------------------- | --------- | ---------- | --- |
| MŽ 642  | Brissonneau et Lotz, Đuro Đaković Slavonski Brod | 8         | dízel-elektromos tolatómozdony | 606 kW       | Bo'Bo'            | 80 km/h             | 1960–1964 |            |     |
| MŽ 643  | Brissonneau et Lotz, Đuro Đaković Slavonski Brod | 3         | dízel-elektromos tolatómozdony | 680 kW       | Bo'Bo'            | 80 km/h             | 1967      |            |     |
| MŽ 661  | GM-EMD, Đuro Đaković Slavonski Brod              | 23        | dízel-elektromos mozdony       | 1454 kW      | Co'Co'            | 114 km/h (124 km/h) | 1960–1971 |            |     |

### Villamos motorvonatok
| Sorozat | Gyártó                            | Darabszám | Teljesítmény | Tengelyelrendezés       | Legnagyobb sebesség | Gyártva   | Megjegyzés | Kép |
| ------- | --------------------------------- | --------- | ------------ | ----------------------- | ------------------- | --------- | ---------- | --- |
| MŽ 412  | Rigai Vagongyár                   | 3         | 1360 kW      | Bo'Bo'+2'2'+2'2'+Bo'Bo' | 130 km/h            | 1985–1986 |            |     |
| MŽ 411  | Zhuzhou Electric Locomotive Works | 2         |              | Bo'2'+2'Bo'             | 160 km/h            | 2015–2016 |            |     |

### Dízel motorvonatok
| Sorozat | Gyártó                            | Darabszám | Teljesítmény | Tengelyelrendezés | Legnagyobb sebesség | Gyártva   | Megjegyzés | Kép |
| ------- | --------------------------------- | --------- | ------------ | ----------------- | ------------------- | --------- | ---------- | --- |
| MŽ 712  | MACOSA                            | 20        | 2x 210 kW    | B'B'+2'2'+2'2'    | 120 km/h            | 1981–1986 |            |     |
| MŽ 711  | Zhuzhou Electric Locomotive Works | 4         |              | Bo'2'+2'Bo'       | 160 km/h            | 2015–2016 |            |     |

## Vasúti kapcsolata más országokkal

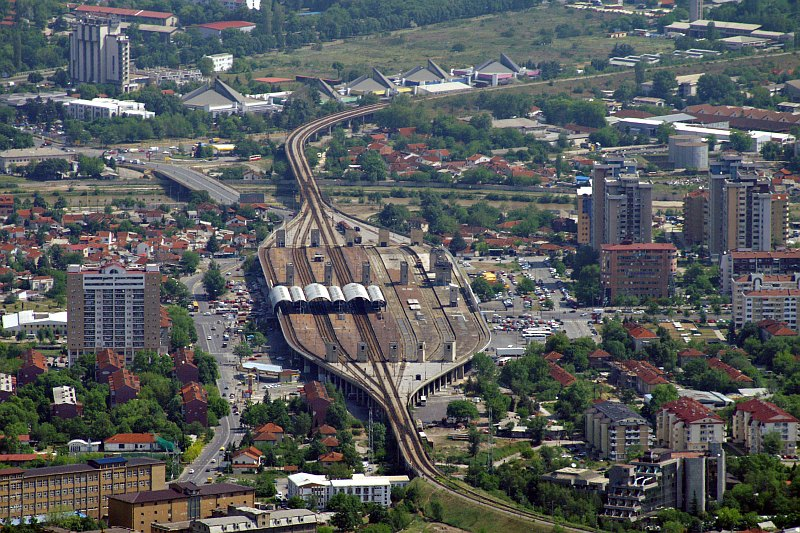
A szkopjei pályaudvar

- Koszovó – van, azonos nyomtáv
- Szerbia – van, azonos nyomtáv
- Görögország – van, azonos nyomtáv
- Bulgária – építés alatt, azonos nyomtáv
- Albánia – nincs